# Christian Thielemann
Christian Thielemann (ur. 1 kwietnia 1959 w Berlinie Zachodnim, dzielnica Wilmersdorf) – niemiecki dyrygent. 
Główny dyrygent orkiestry Staatskapelle w Dreźnie (od 2012). W latach 2013–2022 pełnił funkcję dyrektora Wielkanocnego Festiwalu w Salzburgu.
Od roku 2000 jest stałym dyrygentem na Festiwalu Muzyki Richarda Wagnera w Bayreuth.
W 2019 i 2024 poprowadził Koncert noworoczny Filharmoników Wiedeńskich.
Od sezonu 2024/2025 obejmie stanowisko dyrektora muzycznego Staatsoper Unter den Linden w Berlinie.
W 2003 r. Thielemann został odznaczony Orderem Zasługi Republiki Federalnej Niemiec (Bundesverdienstkreuz).
W 2011 roku otrzymał tytuł Honorowego Członka Royal Academy of Music w Londynie.